# 드레이코 말포이
드레이코 루시우스 말포이(Draco Lucius Malfoy)는 조앤 K. 롤링의 해리포터 시리즈에 나오는 허구의 인물이다. 그는 슬리데린 기숙사에 속한 해리포터의 년도에 있는 학생이다. 그는 종종 그의 두 친구들과 함께 있었으며, 심복 역할을 하는 빈센트 크레이브와 그레고리 고일이 있었다. 드레이코는 자신이 원하는 것을 얻기 위해 사람들을 속이고 해치는 비겁한 불량배로 묘사된다. 그럼에도 불구하고 그는 마법의 교활한 사용자이다. 영화에서는 톰 펠튼이 연기했다. 해리포터 원작에서 말포이는 교활하고 못된 인물이지만 영화에서는 배우 톰 펠튼의 활약으로 많은 말포이 팬 계층이 생겼다. 이에 작가 롤링은 말포이가 팬 계층이 있다는 것을 이해할 수 없다며 반대의 뜻을 밝혔으나 영화 해리포터의 말포이의 잘생긴 외모로 여전히 수많은 팬들이 존재한다.

## 캐릭터 개발 ~
. 드레이코는 영웅 해리 포터를 저지하는 역할을 하며, 학창 시절 롤링이 겪은 괴롭힘에 기반을 두고 있다. 해리는 말킨 부인의 로브 전문점 에서 처음 만난 후 드레이코의 거만한 편견을 처음 마주한다. 롤링은 말포이를 사용하여 편협과 편견의 주제를 사람들이 자주 선한 인물이나 성취보다는 혈통에 의해서만 평가되는 환경에 도입한다. 드레이코는 가족의 신념을 따르면서 자신과 다른 등장인물들이 머드블러드라는 별명으로 경멸적으로 묘사하는 머글 태생의 마녀와 마법사들은 마법의 교육을 거부해야 한다고 생각한다. 마법사 공동체가 '마법의 경이로운 나라'라는 해리의 첫인상은 순식간에 산산조각이 난다. 롤링은 해리는 마법사 세계에서 권력을 쥐고 있는 많은 사람들이 우리 세계에서와 마찬가지로 부패하고 고약하다는 것을 알게 되었다고 말했다.
말포이는 원래 마법사의 돌의 초기 초안에 "드레이코 스펑겐"이라는 이름이 붙었다. "스펑겐"도 그녀의 주요 문헌 종류 목록에 등장했지만, 그것은 선으로 그어져 "스핑크스"라는 성으로 대체되었고, "말포이"는 나중에 리스트가 완성된 후에 추가되었다. 필립 넬은 말포이가 "나쁜 믿음"을 의미하는 프랑스 관용구인 말포이에서 유래되었다고 믿는다. 2002년에 출판된 기사에서 닐슨과 닐슨은 "드레이코"는 드라코니안과 함축되어 있으며, 그의 이름은 "나쁜" 또는 "악"의 프랑스어 접두사인 "말"로 시작한다고 토론한다.
가족(블랙)의 어머니 쪽에 있는 드레이코의 친척들 중 많은 수가 별이나 별자리(예: 시리우스 블랙, 레굴러스 블랙, 안드로메다 블랙 통스, 벨라트릭스 블랙 레스트레인지, 시그너스 블랙, 오리온 블랙)의 이름을 따서 지어졌다. 또 다른 별자리는 드레이코(드래곤)이다. 드레이코 말포이는 결과적으로 그의 아들을 또 다른 별자리인 스콜피어스의 이름을 따서 지었다. 또 말포이는 마법사의 돌 부터 계속해서 해리포터 3인방 에게 입닥쳐 라는 말을 들었다

## 배역

### 영화 배역
톰 펠튼은 모든 해리포터 영화에서 드레이코 말포이를 연기했다. 말포이 역을 맡기 전에 펠튼은 해리와 론 역을 맡기 위해 오디션을 보았다.
펠튼은 시사회와 기사, 인터뷰에 공헌했고, 2003년 9월 22일 헤르미온느 그레인저 여배우 엠마 왓슨과 함께 디즈니 채널의 키즈 어워드 최우수 DVD에서 해리포터와 비밀의 방을 수상했다. 그는 또한 2010년 MTV 어워드와 2011년 MTV 어워드에서 말포이로 배역으로 MTV 어워드 최우수 빌런상을 수상하였다.
말포이는 펠튼의 연기로 인해 시리즈의 가장 인기 있는 캐릭터 중 하나로 성장했고 펠튼은 순식간에 많은 여성 팬들에게 이 캐릭터와 동의어가 되었는데, 이는 롤링의 실망감에 크게 해당하였다.
"나는 젊고 잘생긴 소년 톰 펠튼과 어떻게 생겼든 좋은 사람이 아닌 드레이코를 명확하게 구별하려고 노력하고 있다. 그것은 낭만적이지만, 건강해 보이지 않습니다, 그리고 불행하게도 소녀들에 대한 너무나 흔한 망상입니다... 사실 어린 소녀들이 이 정말 불완전한 인물에 대한 변함없는 헌신을 맹세하는 것을 보는 것은 나를 약간 걱정시켰다... 내 말은, 나는 그것의 심리를 이해하지만, 그것은 꽤 건강해 보이지 않다는 것이다.“
롤링은 말포이가 "영화 속에서 확실히 멋지다"고 언급하기도 했다.

### 연극 배역
연극에서 해리 포터와 저주받은 아이 드레이코는 알렉스 프라이스가 그리고 나중에 제임스 하워드가 연기했다. 연극에서 드레이코는 긴 머리와 같은 아버지의 모양을 가지고 있다. 드레이코는 죽은 아스토리아 그린그래스와 결혼했으며 스코피어스라는 아들이 있다.

## 묘사

### 외관
드레이코는 창백하고 뾰족한 얼굴, 은빛이 도는 매끄러운 금발, 얼음처럼 회색눈을 가진 키가 크고 날씬한 소년으로 묘사된다.

### 성격
드레이코는 원형적으로 버릇없고 부유한 녀석이다. 그는 그의 가족의 부와 사회적 지위가 그에게 론 위즐리와 같은 자신보다 더 가난한 사람들을 괴롭힐 권리를 준다고 믿는다. 그는 또한 해그리드가 말한 것처럼 문명화된 대화에서 사용되지 않는 용어인 "머드블러드"로 그녀를 언급함으로써 헤르미온느 그레인저의 머글 태생의 지위를 모욕하기도 했다. 롤링이 1999년에 설명했듯이, "그는 편견이 심하고 괴롭히는 사람입니다. 그리고 제가 말했듯이, 가장 세련된 의미에서, 그는 무엇이 사람들을 다치게 할지 정확히 알고 있습니다.“
2005년 7월 인터뷰에서 롤링은 드레이코가 해리와 달리 자신의 행동에 대해 결코 후회하지 않는다고 덧붙였다. "나는 드레이코를 그의 삶과 감정을 구분할 수 있는 매우 유능한 사람으로 생각했고, 항상 그렇게 해 왔다. 그래서 그는 동정심을 없애고, 그가 효과적으로 괴롭히도록 했다. 그는 동정심을 억누르고 있고 그렇지 않으면 어떻게 죽음을 먹는 자가 될 수 있겠는가?“
더들리 더즐리뿐만 아니라 드레이코도 부모님의 신념에 세뇌당했다. 롤링은 "드레이코가 자신이 갖고 싶다고 생각했던 것을 얻어 죽음을 먹는 자가 되어 해리 포터와 혼혈왕자에서 그랬던 것처럼 볼드모트 경의 임무를 부여한 순간"은 자신의 꿈이 "매우 달랐기 때문"이라고 평했다. 롤링은 또한 드레이코에게 진정한 도덕적 비겁함이 있었지만, 그가 완전히 나쁘지는 않았다고 말했다.

### 마법의 능력과 실력
그 시리즈에서 드레이코는 정교하고 유능한 어린 마법사로 묘사된다. 2학년에는 5권에서 죽음을 먹는 자 안토닌 돌로호프가 사용했던 저주인 해리에 대한 타란탈레그라 저주를 성공적으로 수행했고, 훗날 볼드모트가 5권에서 덤블도어, 마지막 책에서 스네이프가 맥고나걸을 상대로 했던 것처럼 지팡이에서 나온 뱀을 떠올리며 같은 장면에서 세르펜소티아 주문을 성공적으로 불러일으켰다. 고급 포션을 수강하는 데 필요한 수준에 도달할 수 있는 극소수의 학생 중 하나인 여섯 번째 책에서 그의 성격은 더욱 발전한다. 드레이코는 벨라트릭스 고모에게 배운 오클러먼시에서도 능력을 입증했다. 롤링은 해리가 할 수 없는 동안 드레이코가 오클러먼시를 숙달했다는 편집자와의 토론을 떠올렸다. 저자는 이것이 드레이코가 "그의 삶과 감정을 구분할 수 있는 매우 능력있는 사람"이기 때문이라고 말했다. 드레이코의 지팡이는 정확히 10인치로 유니콘 털 핵심과 산사나무으로 만들어졌으며, 올리밴더는 이를 "상당히 탄력이 있다."고 말한다.
롤링은 드레이코의 패트로누스 마법이 어떤 모양이냐는 질문에 적어도 6권이 끝날 무렵에는 호그와트에서 일상적으로 가르치는 마법이 아니기 때문에 드레이코는 패트로누스를 만들어내는 능력이 없었다고 답했다.

### 가문
말포이 가문은 해리 포터 시리즈에서 가장 부유한 소수의 순수혈통 마법사 가문 중 하나였다. 반 머글 편집자 브루투스 말포이는 그들의 조상이었다. 루시우스 말포이는 두 마법사 전쟁 모두에서 죽음을 먹는 자였다. 그는 나시사 블랙과 결혼하고 함께 이 시리즈에 소개된 최초의 말포이 가족 일원인 드레이코라는 한 명의 아들이 있었다. 말포이는 나시사(해리의 대부 시리우스 블랙의 첫째 사촌)를 통해 블랙 가문과 관련이 있는데, 이는 드레이코를 벨라트릭스 레스트레인지와 안드로메다 통스 모두의 조카로 만든다. 드레이코는 또한 어머니를 통해 남파도라 통스의 첫 사촌이다. 드레이코의 조부모 중 3명이 확인되었다: 아브락사스 말포이, 시그너스 블랙, 그리고 드루엘라 로지어. 아브락사스는 시리즈가 시작되기 전에 죽었고 슬러혼 교수의 친구였다. 그러므로, 드레이코는, 두 오래된 마법 가족의 자손이다. 말포이 집인 말포이 저택은 영국 서부 윌셔주에 위치한 우아한 저택이다. 그들은 해리포터와 비밀의 방이 끝날 때까지 집요정 도비에 의해 제공되었다.
말포이 가문은 호그와트와 마법부에 대한 루시우스의 영향으로 위저딩 월드에서 존경받는 부유한 상류층 가문이며, 마법 질병과 상해를 위한 세인트 멍고  병원에 대한 금전적 기부뿐만 아니라 호그와트 이사회의 의장으로서의 그의 직책에서 얻었다. 하지만 그는 두 번째 책의 끝으로 직위에서 면직되었고, 해리포터와 불사조 기사단의 미스터리 부서 전투에 이어 아즈카반에서 투옥되었다. 이러한 사건 이전에 존경스럽지만 거짓된 이미지를 유지했음에도 불구하고, 마법사 세계의 일부 사람들은 이전에 말포이들이 볼드모트와 어둠의 마법에 헌신했다는 것을 알고 있었다. 드레이코는 끊임없이 자신의 계층 지위와 아버지의 이름과 영향력을 이용하여 이익을 얻고 다른 사람들을 위협한다. 루시우스는 뇌물과 협박 등을 이용한 것으로도 알려졌다.